# Nimfomanie

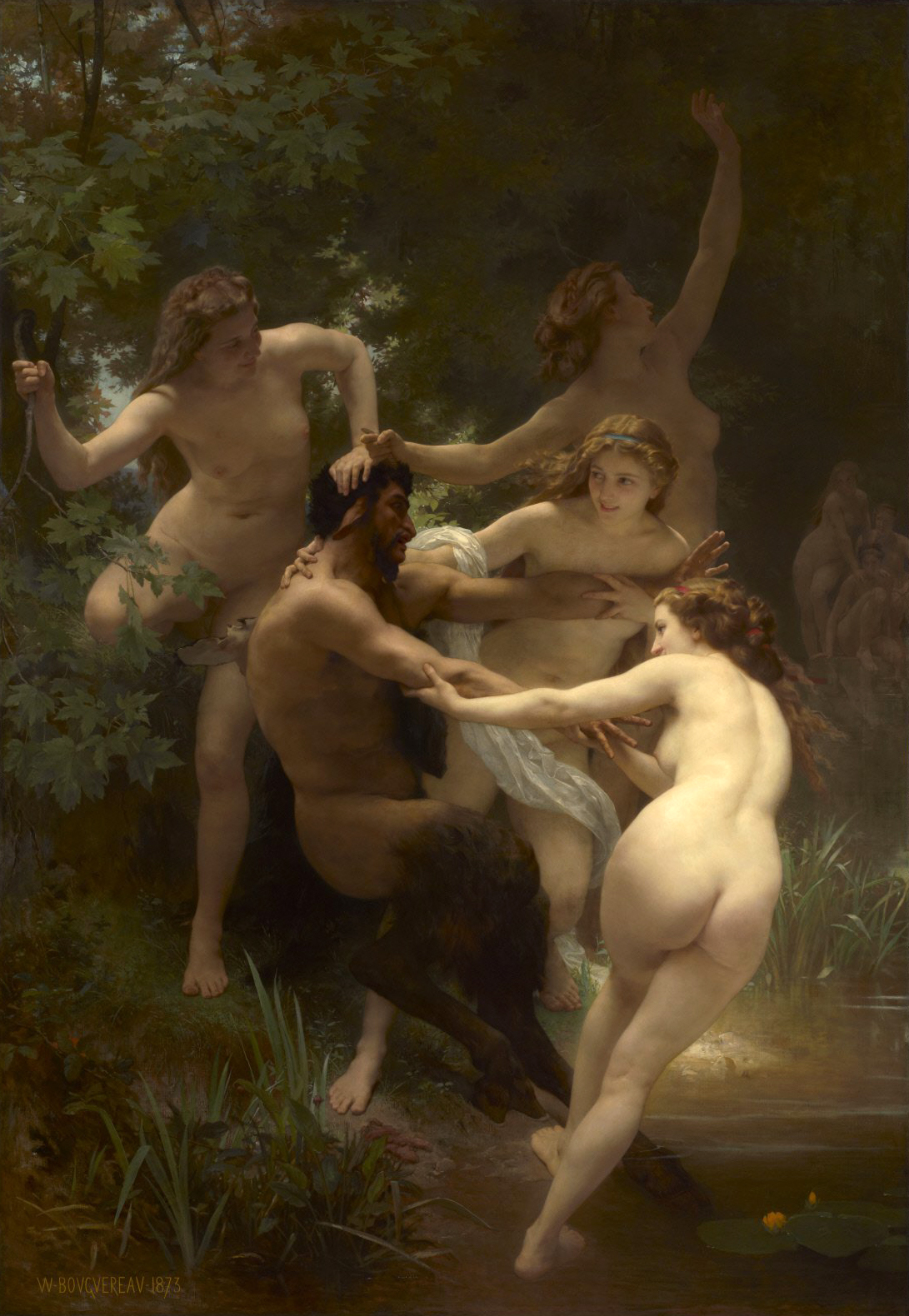
Nimfe și satir. Pictură de Bouguereau

Nimfomanie (grec. nymphe, și manie = libidou exagerat și de durată la femei) este un termen învechit pentru „dorința sexuală de împreunare exagerată feminină”. 
La sexul masculin această tulburare sexuală este denumită satirism, "satiriazis", "aidomanie" sau „donjuanism”, dar acești termeni sunt actualmente abandonați de limbajul științific. 
Mai nou, se spune hipersexualitate sau erotomanie.
În clasificarea internațională a maladiilor (ICD-10) se întâlnește diagnosticul de "Activitate sexuală excesivă", cu codul F52.7 (în care capitolul F52 se referă la "Disfuncție sexuală, neprovocată de o tulburare sau boală organică").
Mai nou, specialiștii definesc nimfomania astfel: o parafilie feminină care constă în pulsiuni, fantasme și comportamente marcante și persistente, implicând căutarea permanentă a plăcerii sexuale. Ea se caracterizează prin căutarea imperioasă a unor experiențe erotice care lasă, în general, femeia nesatisfăcută. În măsura în care generează o frustrare cronică, nimfomania poate fi considerată o boală, care se poate trata prin psihoterapie sau psihanaliză.
Deoarece nimfomania se referă la un libido exagerat, la o dorință permanentă de a face sex cu oricine, oricând și oriunde, e de la sine înțeles că femeile care suferă de această afecțiune nu sunt fidele când vine vorba despre relații, pentru că nu se pot abține de la sex, fiind dependente de acesta.
Cauzele nimfomaniei sunt variate: 
- conflict oedipian,
- dorința de a primi asigurări în ce privește feminitatea sa insuficient recunoscută,
- atitudine inconștientă de revanșă față de bărbați, apropiată de un "colecționism" obsesional.